# Црква Усековања главе Св. Јована Крститеља у Дворској
Црква Усековања главе Св. Јована Крститеља у Дворској, насељеном месту на територији општине Крупањ, подигнута је 1935. године. Припада Епархији шабачкој Српске православне цркве.
Иницијатива за подизање цркве у Дворској, на имању браће Милана и Дамјана Обрадовића, кренула је 1933. године од стране мештана. Исте године су започети радови копањем темеља, а у Летопису цркве је написано: 
„...темељ смо копали у виду крста са четрнаест ћошкова , а онда звали попа Леонида Костељева , да дође да их освешта. Потом смо је за две године озидали и покрили и са најважнијим потребама снабдели”.
Цркву је освештао на Младу Недељу 7. јуна 1935. године, тадашњи Епископ Симеон.
У Летопису је још забележено да су 1983. и 1984. године вршене поправке на грађевини, када је промењен кров и малтер и постављена нова ламперија у цркви. На седници Управног одбора цркве од 29. јуна 1985. године донета је одлука да се уз цркву сазида звоник. Радови су отпочети у пролеће 1986. године, а завршени постављањем крста 17. маја 1989. године.
Због попуштања темеља због слегања земљишта и влаге, што је довело до пуцања зидова и дотрајалости крова, указала се потреба за обновом храма. Обнова је започета по Васкрсу 2014. године и траје и данас. 